# 莒州博物馆
莒州博物馆是位於中國山東省日照市莒縣的一個博物館。莒州博物馆与滕州市博物馆、青州市博物馆并称为山东省三大县级博物馆。

## 歷史
1976年，莒县文物管理所建立。1983年改名为莒县博物馆，此時莒县博物馆暫時借用浮来山定林寺大雄宝殿展览文物。1989年，莒县博物馆有了自己的场馆。2009年9月8日，新館开馆启用，並且更名為莒州博物馆，总建筑面积1.5万平方米，收藏文物2万余件。2013年，莒州博物馆被评为国家二级博物馆。